# Roztoczanka (dopływ Popradu)
Roztoczanka, Roztoka Wielka lub Rytrzanka – potok, lewobrzeżny dopływ Popradu o długości 9,63 km.
Potok płynie w Beskidzie Sądeckim. Bierze swój początek z połączenia potoków Lajpcyk, Średni Potok i Potok pod Dudłą, na wysokości ok. 760 m n.p.m., których źródła wypływają z północnego grzbietu Pasma Radziejowej na odcinku od Złomistego Wierchu Północnego po Radziejową. Płynie stąd w kierunku północno-wschodnim, a następnie wschodnim doliną ograniczoną od północy bocznym grzbietem odchodzącym od Wielkiej Prehyby (Wietrzne Dziury, Wdżary Wyżne, Połom), a od południa bocznym grzbietem Radziejowej (Jaworzyny, Przełęcz Mićkowska, Jaworzyna Wielka, Jastrzębska Góra). Dalej zasilany jest przez wody licznych potoków, m.in. Podstudnia, Borsudzyny (Szczecina), Potok Bański (Baniska). Po przepłynięciu 7 km łączy się z potokiem Mała Roztoka. Na odcinku 2 km płynie przez Rytro (Wilkówka, Osiedle za szkołą, Mikuty) i uchodzi do Popradu uregulowanym odcinkiem.
W XIX wieku znajdowały się nad nim 2 młyny (przy granicy z Roztoką Ryterską). Na istniejącej do lat 80. XX wieku tzw. Młynówce (odchodzącej od potoku w miejscu tzw. tamy i płynącej przez centrum Rytra), do połowy XX wieku istniały też dwa młyny (p. Chmielaka i p. Lachnera). Obecnie z Młynówki pozostały niewielkie zachowane odcinki w centrum Rytra i na Piaskach. Działa natomiast uruchomiona w 1985 roku przy kościele mała hydroelektrownia.
Również dolina, którą płynie nosi nazwę doliny Wielkiej Roztoki. W nazewnictwie ludowym roztoką nazywa się rozwidlenie doliny, miejsce, w którym schodzą się dwa strumienie, a także po prostu dolinę czy wąwóz górski i płynący nim potok. Jest to nazwa pochodzenia słowiańskiego. W dolinie Wielkiej Roztoki odgrywa się akcja napisanego przez Marię Kownacką opowiadania dla dzieci Rogaś z Doliny Roztoki.
Cały bieg i zlewnia Roztoczanki znajdują się w granicach miejscowości Roztoka Wielka i Rytro w województwie małopolskim, w powiecie nowosądeckim, w gminie Rytro.